# Операция по очищению Чечни
Операция по очищению Чечни — военная операция Союза спасении Чечни, проведённая 3—20 октября 1919 года. В результате операции вся  плоскостная Чечня была освобождена от большевиков и группировок Узун-Хаджи.

## Подготовка операции

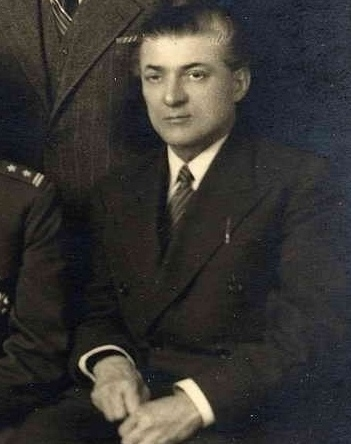
Ибрагим Чуликов

24 сентября 1919 года под руководством Ибрагима Чуликова в Грозном прошло собрание представителей крупнейших чеченский обществ, на котором было объявлено о создании комитета «по очищению Чечни от большевиков и банд Узун-Хаджи». Председателем комитета был избран Чуликов, товарищем председателя — Ахмет Цутиев, членами комитета стали Ахмат-хан Эльмурзаев, Магомат Мациев, Умар Хамирзоев, Эмби Исламов, Абубакар Мирзоев, Эши Яндаров и другие.

## Ход операции

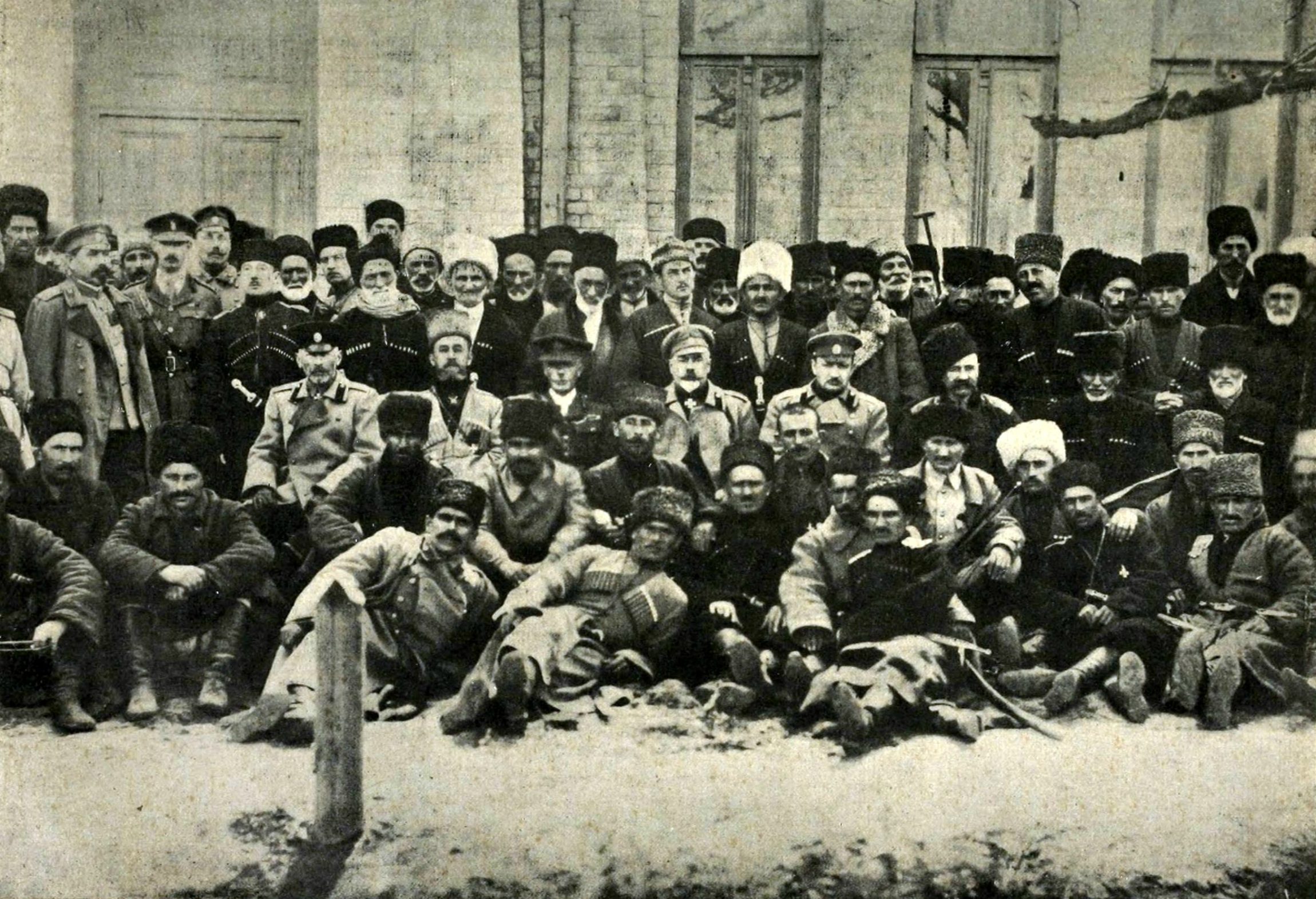
Ибрагим Чуликов и другие чеченцы с Антоном Деникиным во время его прибывания в Чечне

В начале октября Союзом спасении Чечни было объявлено о начале военной операции «по очищению Чечни от большевиков и Узун-Хаджи. 3 октября отряды Чуликова заняли Урус-Мартан. Оттуда они двинулись к селениям Старые и Новые Атаги и заняли их после непродолжительного боя. 7 октября Узун-Хаджи направил своим отрядам, находившимся в селениях Дуба-Юрт и Воздвиженском, подкрепление в количестве 500 человек. Зная, что они уступают противнику по численности, Чуликов выдвинул требования к жителям селений Гойты, Старые и Новые Атаги выставить в его распоряжение 650 всадников. Когда подкрепление прибыло, Чуликов повел свои отряды на Воздвиженскую и после короткого боя занял селение, потеряв при этом 11 человек. Оттуда Чуликов последовал далее за отступающим противником и захватил Дуба-Юрт, выбив оттуда Узун-Хаджи. Затем, значительно усилив свой отряд, двинулся для занятия столицы Чечни.
17 октября отряд Чуликова совершил обходное движение большевистских группировок, находившихся в районе Воздвиженской. По горным тропинкам войска Чуликова вышли между аулами Чишки и Лаха-Варанды в тыл группе Николая Гикало и заняли позицию у горы Коло-Корт. После этого Гикало со своим отрядом оставил Воздвиженскую и засел в Шаро Аргунским ущелье.
18 октября было направлено ультимативное требование к жителям Шали изгнать своими силами отряды Узун-Хаджи, действовавших в этом районе, и предоставить всадников в распоряжение Чуликова. На следующий день 150 всадников прибыли в отряд Чуликова, несмотря на угрозы Узун-Хаджи. Когда до начало штурма Шали оставалось несколько часов, поступила информация, что Узун-Хаджи оттуда изгнан. После занятия Шали 20 октября, Чуликов направил телеграмму Главнокомандующему армии Северного Кавказа генералу Эрдели и командующему войсками южного района генералу Драценко по поводу освобождения села: 

Сегодня, 20 октября, русские войска и с ними чеченский отряд под командованием генерала Пашковокого вступили как освободители в Шали — столицу Чечни. Народ, собравшись благодарить Аллаха за избавление, а также за то, что он дал возможность вместе с русским народом принять участие в борьбе за установление русской государственности, просит Вас передать генералу Деникину, что народ сейчас в мечети будет молиться Аллаху, чтобы он помог генералу Деникину скорее вступить в Москву и собрать все оторвавшиеся части России.
В ответных телеграммах Антон Деникин и Иван Эрдели благодарили Чуликова за деятельность, направленную против незаконных вооружёных формирований на территории Чечни.

## Итог
По итогам завершившейся 20 октября 1919 года военной операции вся плоскостная Чечня была освобождена от большевиков и группировок Узун-Хаджи. Жители расположенных между Шатоем и Ведено горных сёл прислали к Чуликову своих представителей, которые дали ему обязательство не допускать в свои аулы узун-хаджинцев и большевиков.